# 第83集団軍
第83集団軍（第83集团军、元第54集団軍）は、中国人民解放軍陸軍の軍級部隊。中部戦区に所属する。全軍の戦略予備部隊である。

## 歴史
第54集団軍の前身は、1949年に編成された第44軍と第45軍である。両軍は第4野戦軍に従い南下し広東に駐屯していたが、1952年、朝鮮戦争に投入されることとなった。この時、両軍は統合されることとなったが、両軍の戦功を考慮した周恩来の計らいにより、両軍の末尾の数字"5"と"4"を取って第54軍と命名された。第54軍軍長には丁盛将軍が任命され、金城戦役等に参加した。停戦後も、暫くの間北朝鮮に駐屯した。1958年の帰国後、第54軍は西北、西南地域の匪賊討伐作戦に投入された。
1959年、チベット侵攻に参加。1962年の中印国境紛争中、インド第4軍を撃破し、インド軍に武名を轟かせた。インドの陸軍士官学校では、今日に至るまで図上演習の仮想敵には"54"の番号を付けている。
1980年代の軍縮中、第43軍が廃止され、配下の第127師が配属された。
軍部（司令部）は、河南省新郷にあるとされている。

## 歴代軍長
| 職名 | 氏名   | 階級 | 在任期間 | 出身校 | 前職 |
| ---- | ------ | ---- | -------- | ------ | ---- |
| 軍長 | 宋普選 | 少将 |          |        |      |

| 職名     | 氏名   | 階級 | 在任期間 | 出身校 | 前職 |
| -------- | ------ | ---- | -------- | ------ | ---- |
| 政治委員 | 王洪尭 | 少将 |          |        |      |